# میان مرز
میان مرز، روستایی از توابع بخش دیلمان شهرستان سیاهکل در استان گیلان ایران است.
جمعیت این روستا در استان گیلان، شهرستان سیاهکل، در بخش دیلمان بالاتر تر از آسیابر قرار دارد که از روستای میان مرز تا آسیابر با وسیله نقلیه حدوداً ۱۵ دقیقه فاصله داشته، جاده خوب آسفالت شده و داخل روستا تمیز و عاری از هرگونه زباله می‌باشد. کمی به روستا های اطراف اشاره می‌کنیم. غربأ روستای شاه شهیدان و شرقأ روستای کشتی گیر چاک شمالا هم به روستای بندبنه منتهی می‌شود و آب و هوای سرد و گرم معتدل بوده مردمانی خوب و مهمانپذیر دارد دارای جو اجتماعی آرام و دور از شهر و ساکت می‌باشد و براساس سرشماری عمومی نفوس و مسکن ایران، در سرشماری مرکز آمار ایران در سال ۱۳۸۵ جمعیت روستا ۹۵ نفر(۲۲خانوار) بوده‌است. خانواده های مرادی و علیپور سالیان سال در این روستا زندگی میکنند و شغل اصلی اهالی روستا دام داری: گوسفند و گوساله می‌باشد. در فصل های پاییز و زمستان هوای بسیار سرد و بهار و تابستان آب هوای معتدل کوهستانی می‌باشد. دارای امکانات روستایی آب و برق و گاز است و جاده آسفالت بوده و جمعیت این روستا رو به افزایش می‌باشد. در این منطقه درخت های سنوبر اسرائیلی سرد سیری و درخت فندق سرد سیری به خوبی رشد کرده و محصول می‌دهد.